# Monobiantes benoiti
Monobiantes benoiti – gatunek kosarza z podrzędu Laniatores i rodziny Biantidae. Jedyny znany przedstawiciel monotypowego rodzaju Monobiantes.